# Ahmet Bilek
Ahmet Bilek   (Kula, 15 de març de 1932 - Bischmisheim, 4 d'octubre de 1970) fou un lluitador turc, que va combinar la lluita lliure i la lluita grecoromana, guanyador d'una medalla olímpica.
El 1960 va prendre part en els Jocs Olímpics d'Estiu de Roma, on guanyà la medalla de plata en la competició del pes mosca del programa lluita lliure.
En el seu palmarès també destaquen dues medalles de plata en el Campionat del Món, el 1953 en lluita grecoromana i el 1959 en lluita lliure, així com una medalla d'or en lluita grecoromana en els Jocs Mediterranis de 1955.
Després dels Jocs va emigrar a Alemanya, on va continuar la seva carrera esportiva a Püttlingen, una petita ciutat prop de Saarbrücken. El 1966 i 1968 es proclamà campió d'Alemanya. El 1970 es va suïcidar.